# De Kragge
De Kragge is een voormalige vuilnisbelt in Bergen op Zoom. In 1550 lag er in dit gebied een hoeve, genaamd 'De Cragge'. Tussen 1890 en 1919 kochten de Staatsspoorwegen een paar terreinen op ten behoeve van zandwinning, waaronder het huidige 'De Kragge'. Het zand gebruikte men bij het onderhoud van de Spoorlijn Roosendaal - Vlissingen.
Behalve de naastgelegen gebieden 'De Zanderijen' en 'De Heide' kocht men ook het terrein dat 'De Voorste Kragen' heette, en dat nu bekend is als Kragge I.
Halverwege de jaren 30 huurde de gemeente dit deel, ten behoeve van de vuilstort. In 1990 werd de vuilstort stopgezet en de afvalberg afgedekt.
Ten westen van het terrein, aan de Grote Leeuwerik, werd in 1990 een ander stuk grond in gebruik genomen als milieustraat. Dit is 'Kragge II' genoemd.
In 2003 werd elders in Bergen op Zoom een nieuwe milieustraat ingericht en werd Kragge II als milieustraat gesloten.
Kragge II is als productielocatie in gebruik bij het bedrijf Attero en wordt gebruikt als op- en overslagterrein.
Kragge I was na de afdekking jarenlang in gebruik als vlindertuin / wandelgebied. In 2020 is het ingericht als mountainbike parkoers genaamd 'Col du Kragge'.